# Угринов (Волынская область)
Угри́нов (укр. Угринів) — село в Городищенской сельской общине Луцкого района Волынской области Украины.
До 2020 года входило в Гороховский район.
Код КОАТУУ — 0720887801. Население по переписи 2001 года составляет 731 человек. Почтовый индекс — 45715. Телефонный код — 3379. Занимает площадь 16,358 км².